# Величко Велянов
Величко Тодоров Велянов, наречен Чичката или Чичото, е български революционер, скопски окръжен войвода на Вътрешната македоно-одринска революционна организация.

## Биография
Велянов е роден в 1874 година в скопското село Црешево, тогава в Османската империя, днес в Северна Македония. В 1899 година влиза във ВМОРО. Велянов като дългогодишен районен войвода в Скопско води упорита борба със сръбската въоръжена пропаганда в Северна Македония.
При избухването на Балканската война в 1912 година е доброволец в Македоно-одринското опълчение, в 4 рота на 5 одринска дружина.
След загубата на Първата световна война от България, Велянов е арестуван от сръбските власти и е затворен в Скопския затвор, но успява да избяга и се включва във възстановяването на ВМРО. В сръбски затвори умират баща му и двете му малолетни деца.
От 1922 отново е скопски окръжен войвода. Група, ръководена от Велянов извършва убийството на Александър Стамболийски през 1923 година.
След убийството на Александър Протогеров през 1928 година е на страната на Иван Михайлов. Участва в елиминирането на четата на Борис Изворски.
След освобождението на Вардарска Македония Велянов се мести в Скопие, където умира през 1943 година.
Иван Михайлов пише за него:
| „ | Макар и напълно неграмотен човек, Величко бе интересен с някои съвсем оригинални негови черти. Правеше впечатление с едрата си фигура и съвсем тихия си глас. | “ |